# Topaz

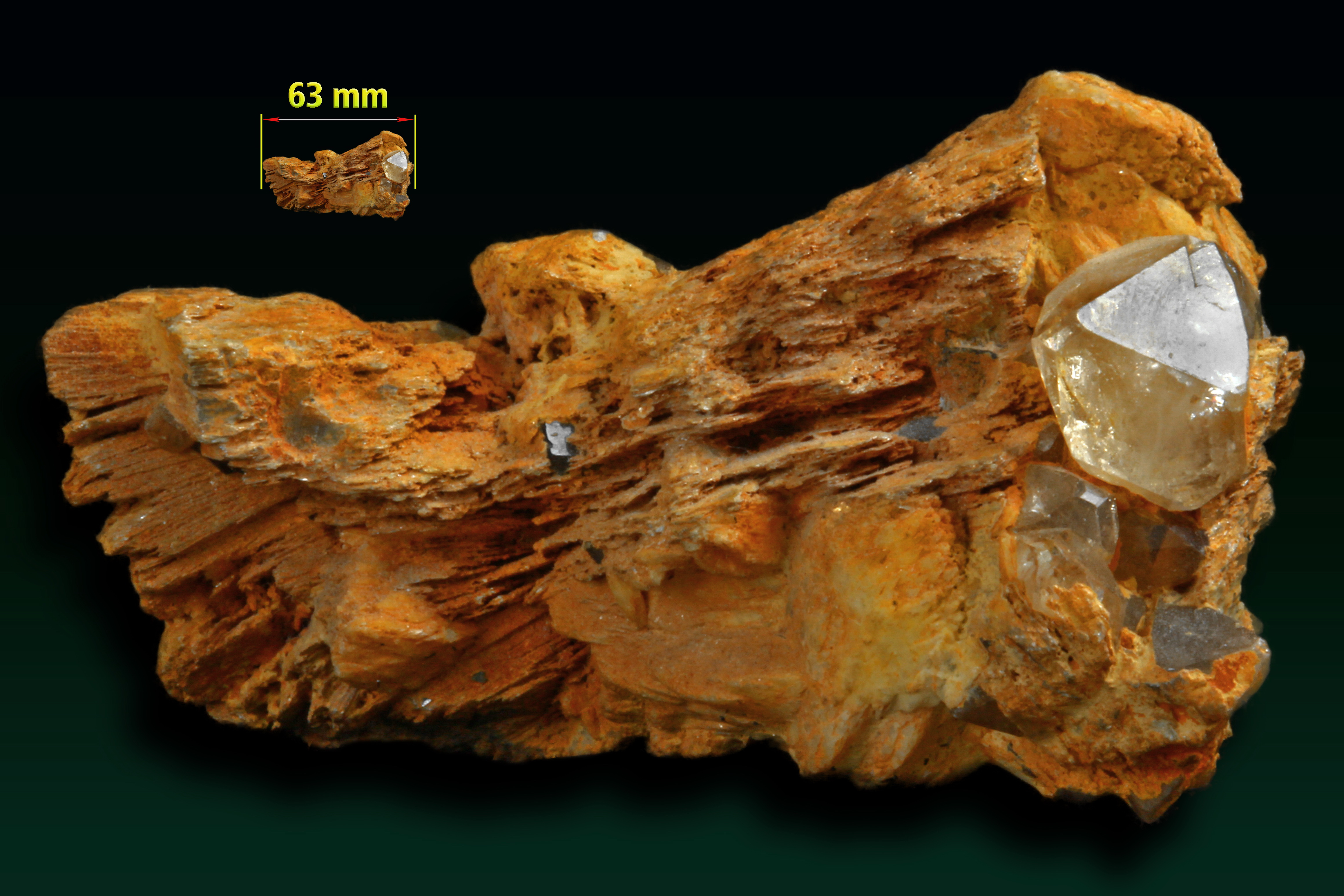
Topaz - Mt. Kheritha, Kala Dharipeche, prowincja Kunar, Afganistan.

Topaz – minerał z gromady krzemianów, krzemian wyspowy, chemicznie fluorokrzemian glinu rozpowszechniony w wielu rejonach świata. 
Nazwa pochodzi od gr. τοπάζιος (topázios, topazos) oznaczającego poszukiwać i łacińskiego topasus, które są związane prawdopodobnie ze starą sanskrycką nazwą topas oznaczającą ogień, co nawiązuje do pomarańczowo-złotej barwy i blasku szlachetnych odmian tego minerału. Niektórzy wywodzą nazwę topaz od wyspy Topasios (obecnie należącej do Egiptu), położonej na Morzu Czerwonym. 
Jest uznawany za oficjalny kamień szlachetny Utah. 

## Właściwości
Kryształy topazów zbudowane są z zawierającego fluor krzemianu glinu. Rzadko jest silnie zabarwiony, najczęściej przyjmuje kolor żółty z czerwonawym odcieniem, a najbardziej cenione są kamienie o barwie od różowej do pomarańczowej. Nadawać odcień mogą domieszki żelaza i chromu. Jest przezroczysty do prześwitującego. Wykazuje dyspersję na poziomie 0,014. Okazy różowe wykazują brunatną fluorescencję, czerwone - brunatnożółtą, a żółte - słabo pomarańczową. Nierozpuszczalny w kwasach. Okazy niebieskie lub żółtopomarańczowe niekiedy wykazują efekt kociego oka. 
Topaz najczęściej występuje w postaci dobrze wykształconych kryształów o pokroju słupkowym, zarówno krótkim, jak i długim, z charakterystycznym pionowym prążkowaniem na ścianach. Tworzy także kryształy izometryczne, czasem o pokroju beczułkowatym. Rzadziej spotykany jest w formie skupień pręcikowych, promienistych (pyknit) lub ziarnistych, a także jako kryształy wrosłe lub narosłe. Niektóre okazy osiągają imponujące rozmiary – znane są kryształy ważące nawet około 80 kg m.in. z Wołynia i Iveland w Norwegii. Topaz sporadycznie występuje również w skupieniach masywnych, promienistych lub zbitych.
Niektóre odmiany topazów mogą utracić swoją barwę wskutek wystawienia na światło słoneczne. Bezbarwne topazy po naświetleniu mogą uzyskać niebieska barwę, uzyskane w ten sposób okazy przedstawiają jednak niewielką wartość i mogą blednąć z czasem. Dobra łupliwość topazów może utrudniać jubilerom obróbkę kamieni. Z tego powodu są szlifowane niemal wyłącznie fasetkowo. 

## Odmiany
W zależności od koloru, kształtu i miejsca pochodzenia, nadawane są mu różnorodne nazwy przede wszystkim zwyczajowe, regionalne, gemmologiczne oraz handlowe.
- imperial (złoty, pomarańczowy, intensywnie fioletowy i różowy, czerwony)[10];
- peredell (zielona pochodząca z Rosji)[5]
- sherry (gemmologiczno-handlowa o zabarwieniu pomarańczowym lub żółtobrunatnym, pochodząca głównie z Meksyku i USA)[10]
- syberyjski (regionalna odmiana barwy ciemnoniebieskiej z Syberii w Rosji)[5]
- royal (handlowo-gemmologiczna odmiana niebieska)[5]
- safiras (jasnoniebieska pochodząca z Minas Gerais w Brazylii)[5]
- taurydzki (regionalna odmiana niebieska)[5]
- szlachetny (gemmologiczna odmiana pięknych i cenny odmian - przede wszystkim barwy pomarańczowej i żółtej)[5]
- szafir wodny (handlowa nazwa jasnoniebieskiej odmiany m.in. ze Sri Lanki)[5]
- szafir brazylijski (handlowa nazwa niebieskiej odmiany pochodzącej z Minas Gerais w Brazylii)[5]
- rubin brazylijski (handlowa nazwa czerwonej lub czerwonobrunatnej odmiany topazu z Minas Gerais)[5]
- diament niewolników (zwyczajowa nazwa odmiany bezbarwnej)[5]
- hiacynt, hiacynt orientalny (lokalna lub zwyczajowa odmiana topazu o zabarwieniu pomarańczowym, żółtym, czerwonym, brunatnym i różowym w odcieniach i ich kombinacjach kolorystycznych)[5]
- pyknit[5]

## Powstawanie i Występowanie
Topazy wykształcają się w druzach pegmatytowych, metasomatytach pneumatolitycznych i hydrotermalnych, zwłaszcza w grejzenach. Niekiedy powstaje także w zmienionych ryolitach i ich tufach. W formie obtoczonych ziaren występuje w utworach aluwialnych, głównie żwirze. Współwystępuje m.in. z kwarcem, turmalinem, schorlem kasyterytem, fluorytem, wolframitem, skaleniami, miki, ortoklazem, muskowitem i berylem.

## Miejsce występowania
Duże złoża topazów występują w Brazylii (Minas Gerais), Rosji (Ural, Zabajkale), dobrej jakości topazy, szczególnie niebieskie występowały w kopalni Murzinka, USA (Thomas Range), w Saksonii w Niemczech, Norwegii, na Wołyniu na Ukrainie, Namibii, Zimbabwe, Pakistanie, Nigerii, Sri Lance, brązowo-brunatno-czerwone okazy znane są z Meksyku.  
W Polsce: Strzegom, Borów, Kamień k. Mirska, Michałowice k. Szklarskiej Poręby, Biały Kościół k. Strzelina. 

## Galeria

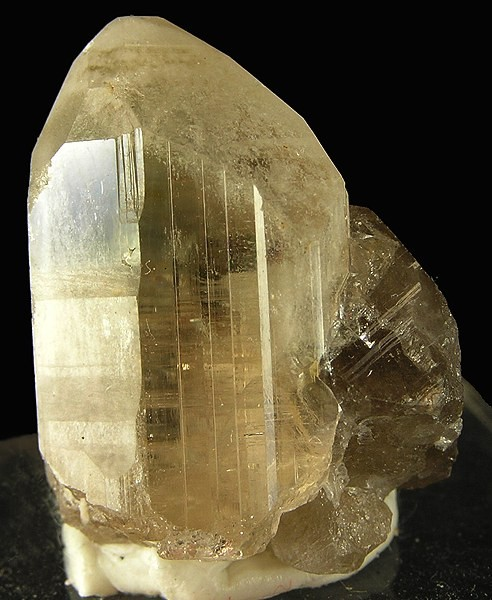
argentyński okaz z kwarcem dymnym
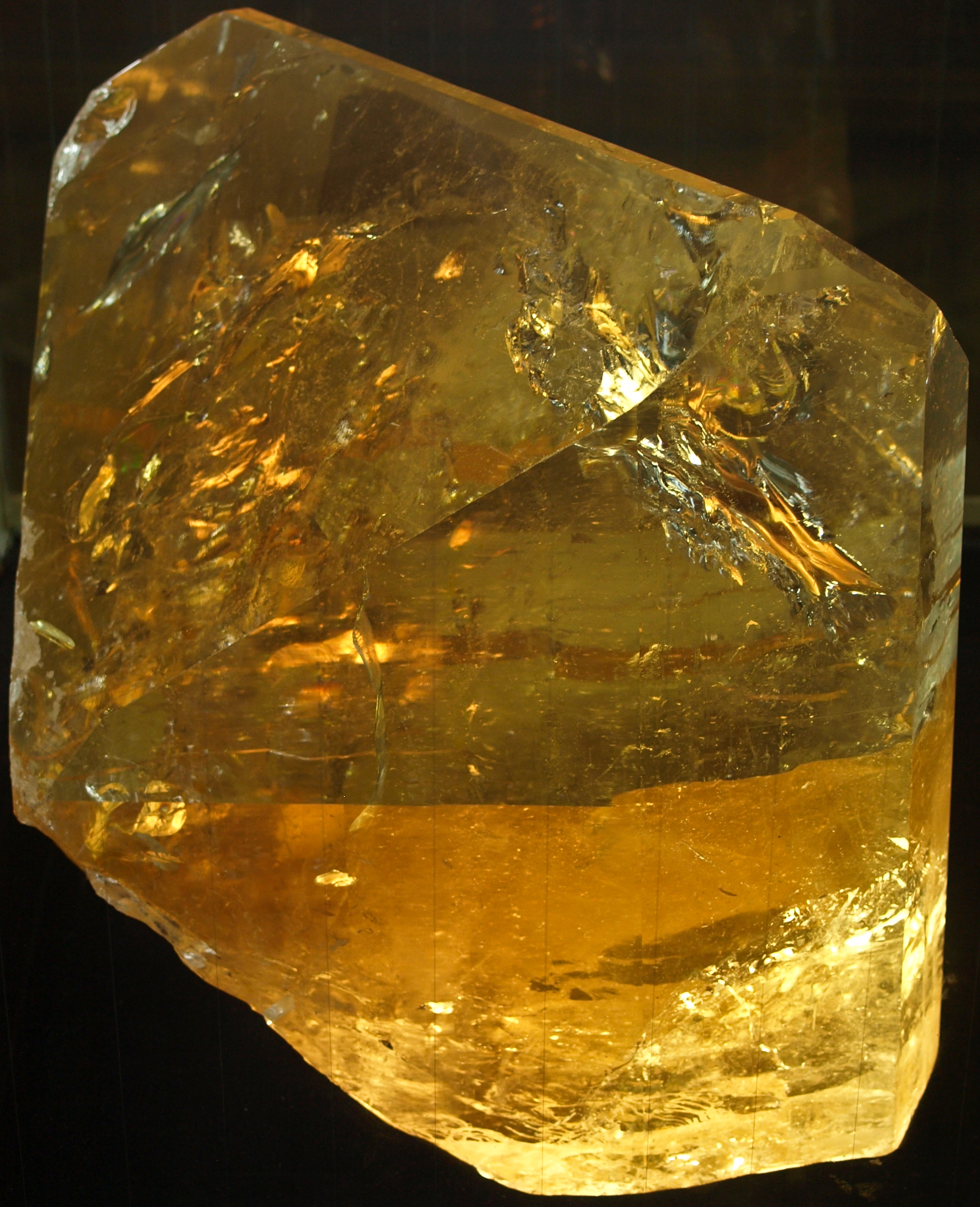
złoty topaz z Brazylii
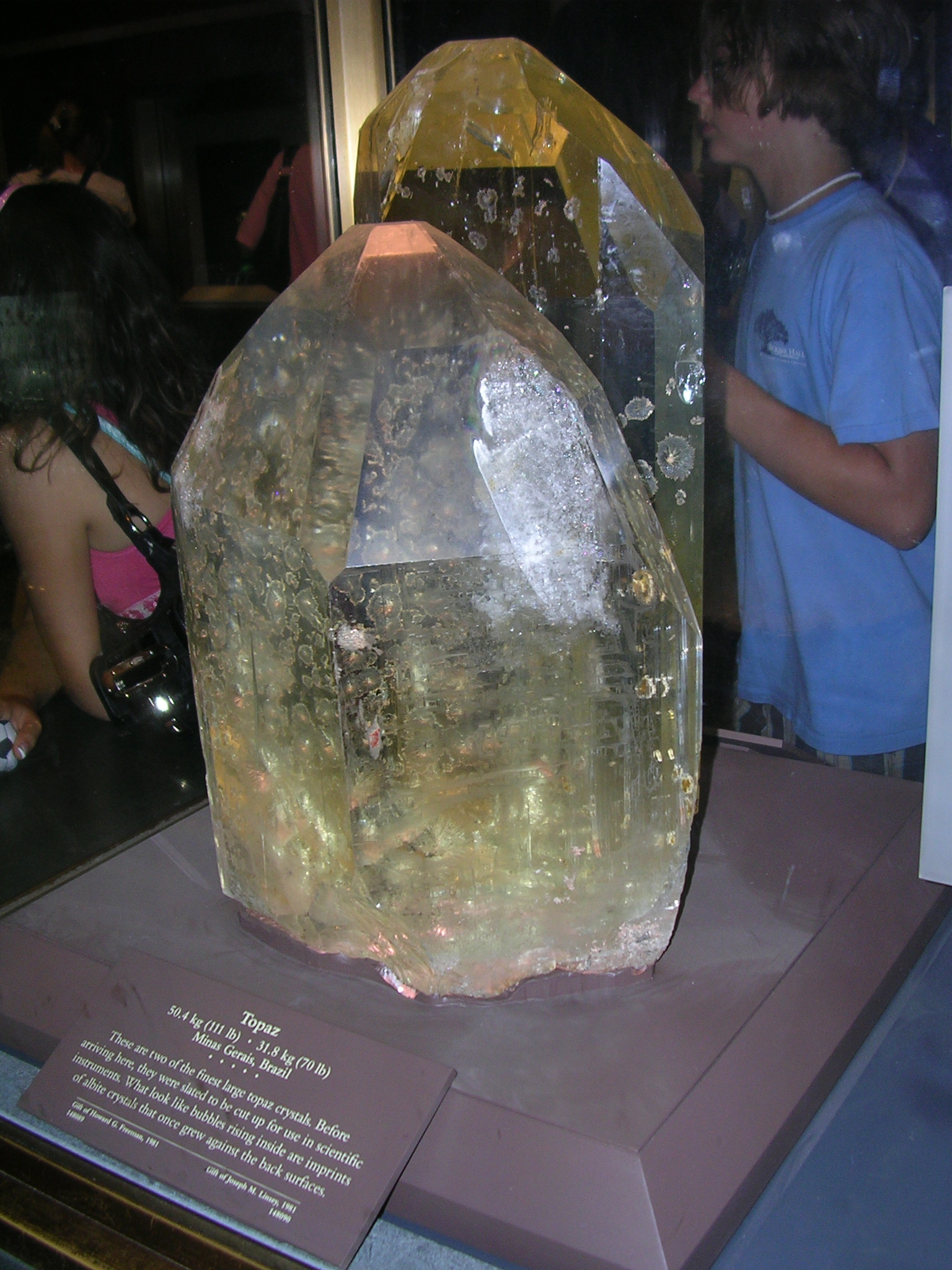
topaz z muzeum historii naturalnej z Minas Gerais w Brazylii
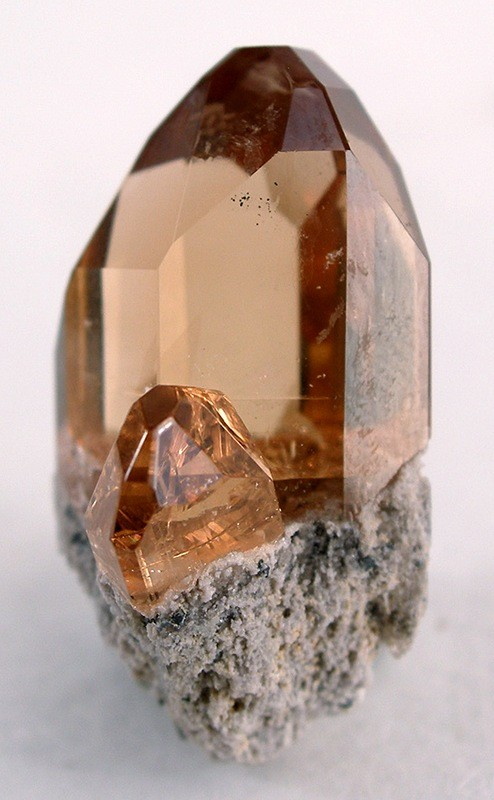
topaz "sherry" z Thomas Range w Utah w Stanach Zjednoczonych
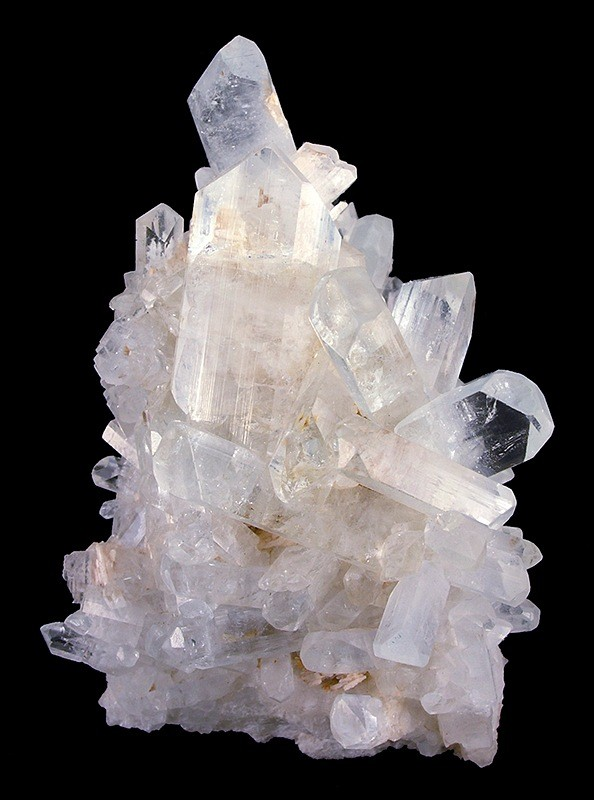
bezbarwny okaz z Erongo w Namibii
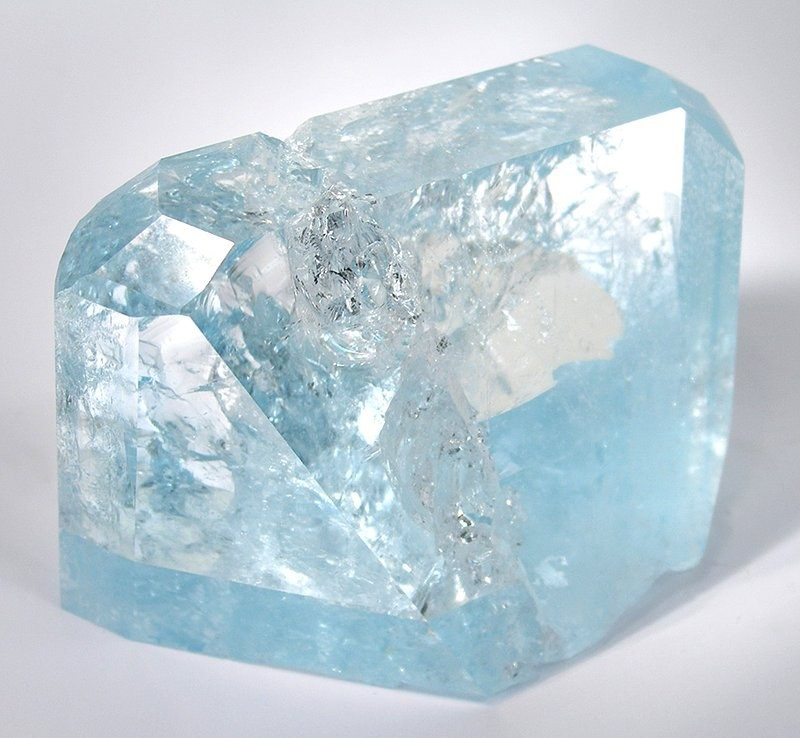
niebieski topaz z Minas Gerais w Brazylii
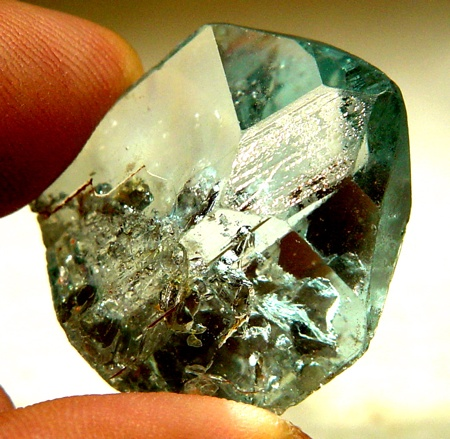
Topaz z Kuza w Nigerii
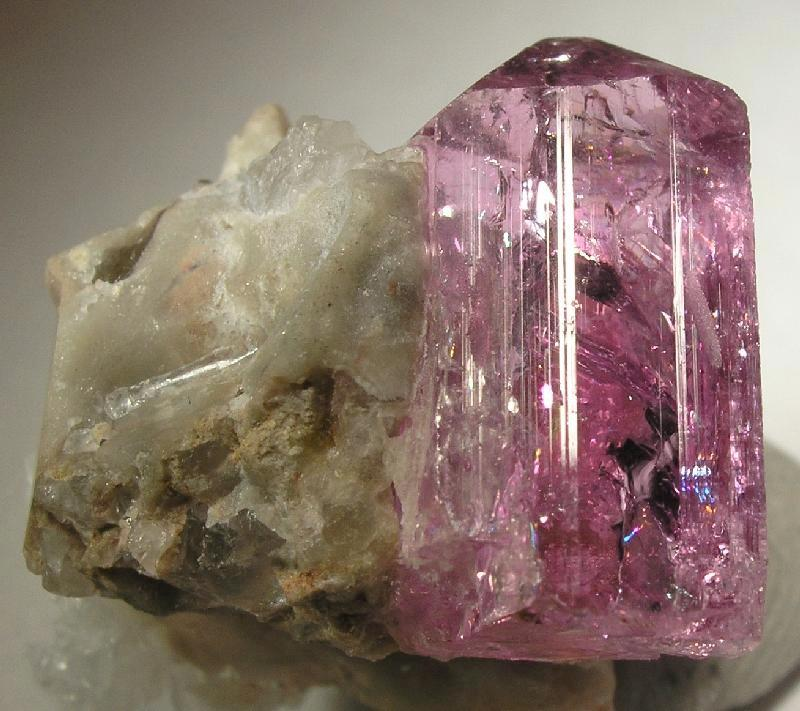
intensywnie różowy okaz z Katlang w Pakistanie
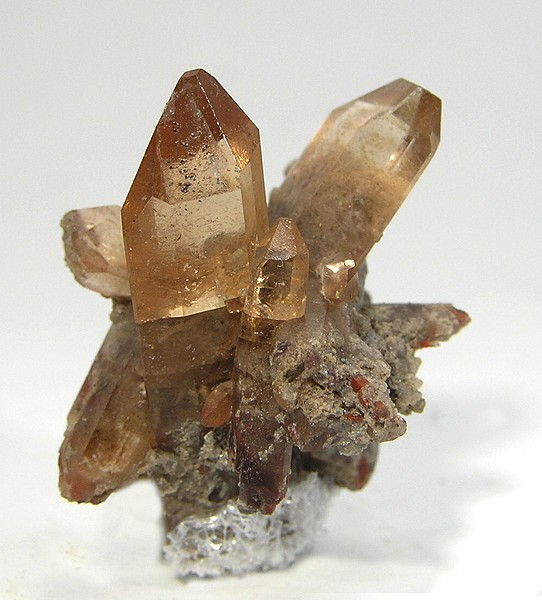
Topaz '"sherry" z Meksyku
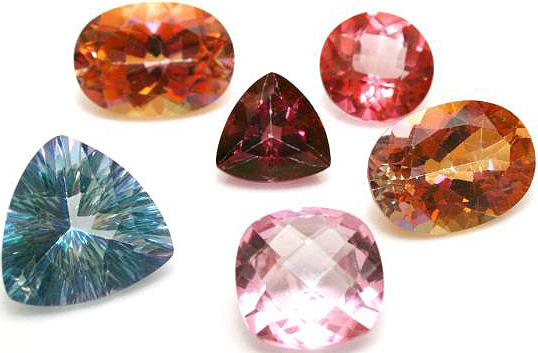
oszlifowane okazy różnobarwnych odmian
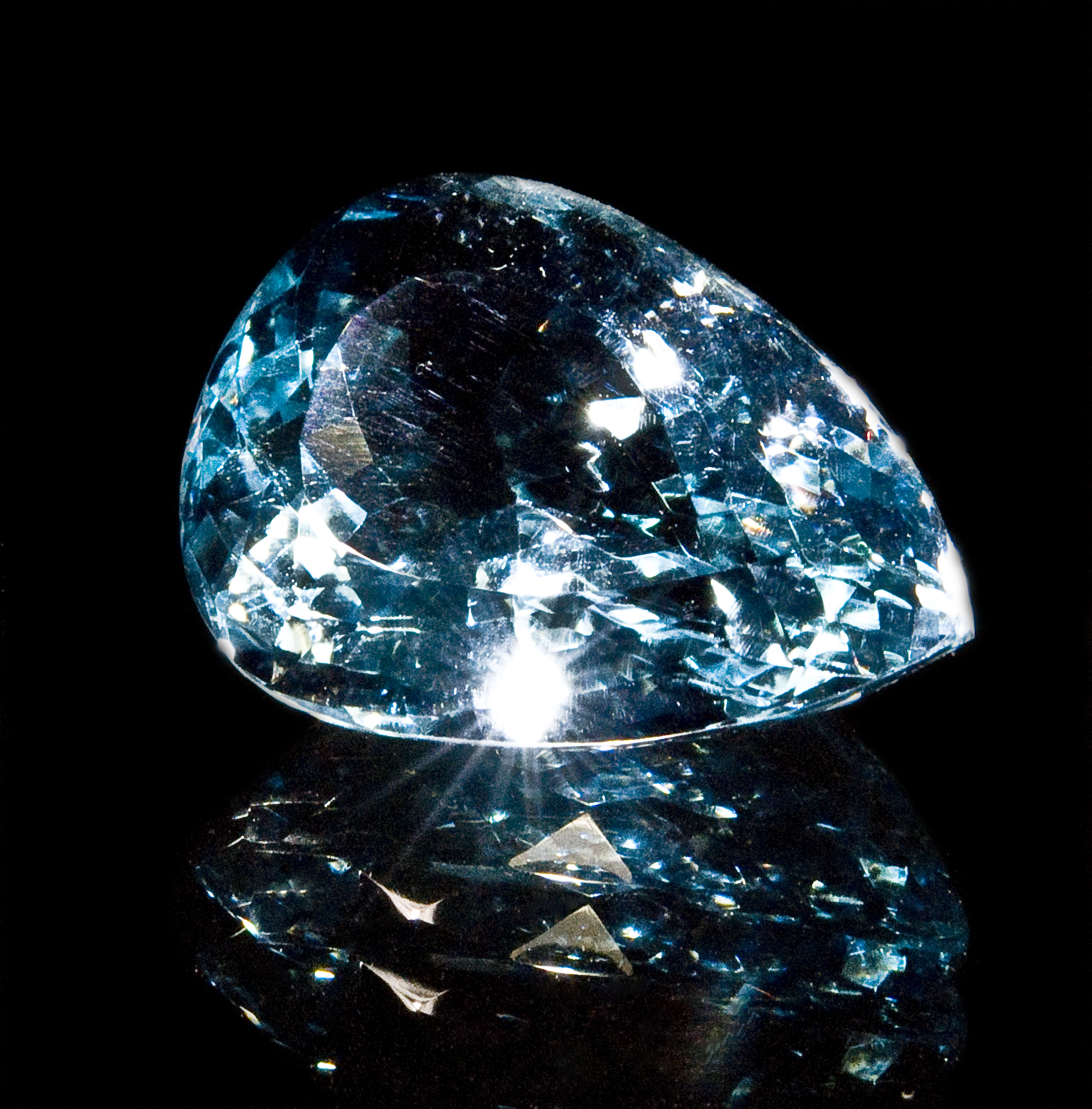
oszlifowany niebieski okaz z Brazylii
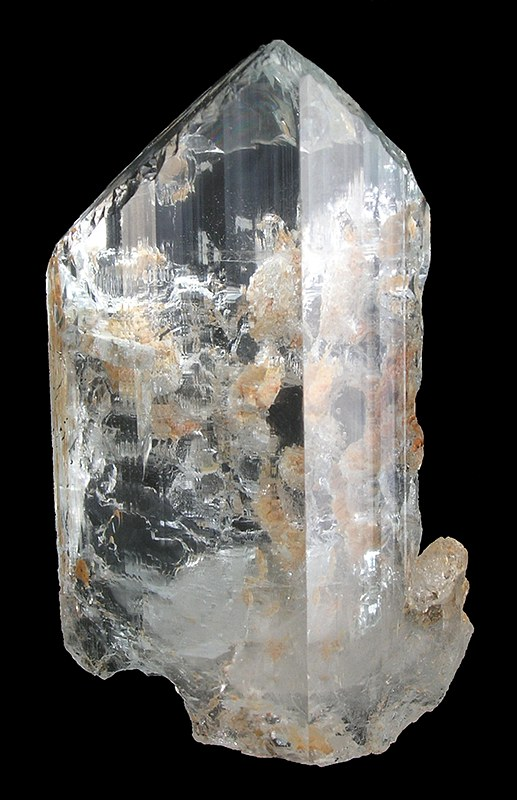
bezbarwny topaz z Erongo w Namibii
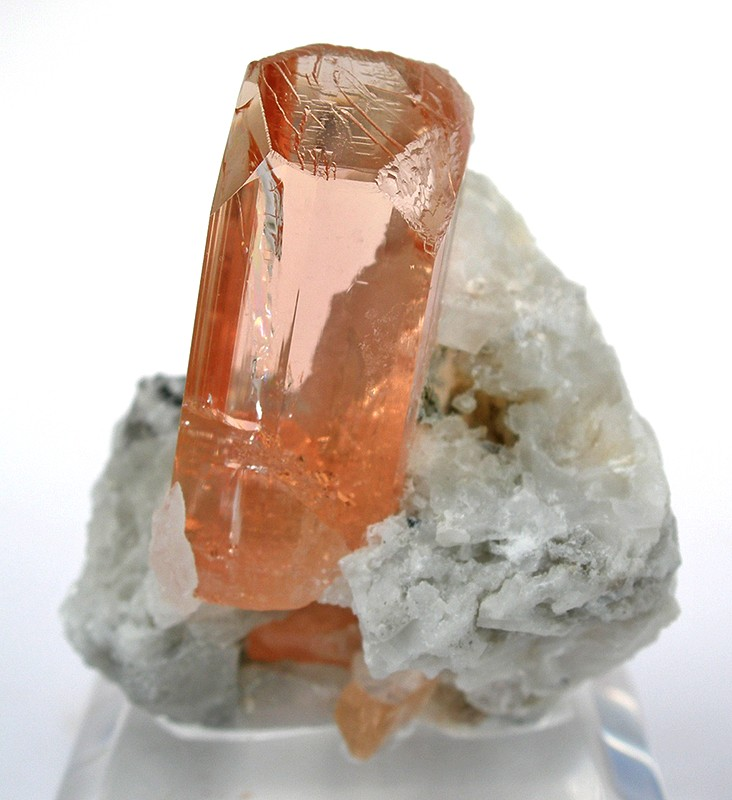
Imerial topaz z Katlang w Pakistanie
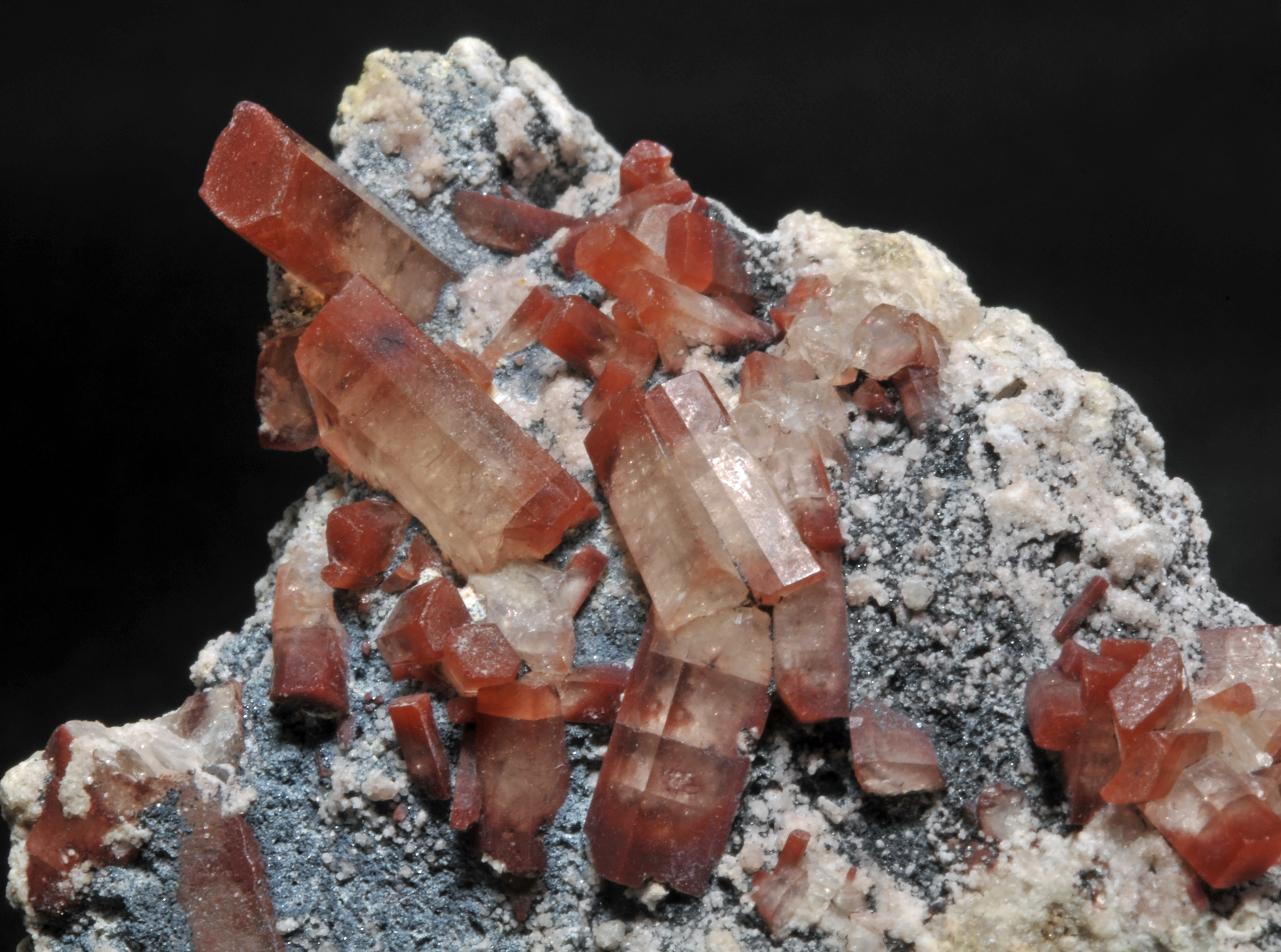
Topaz na ryolicie z Meksyku